# Rendsburg-Eckernförde
Rendsburg-Eckernförde (tiếng Đan Mạch: Rendsborg-Egernførde) là một huyện ở Schleswig-Holstein, Đức. Các đơn vị giáp ranh (từ phía đông theo chiều kim đồng hồ) là: thành phố Kiel, huyện Plön, thành phố Neumünster, các huyện Segeberg, Steinburg, Dithmarschen và Schleswig-Flensburg, và biển Baltic.

## Lịch sử
Năm 1867, chính quyền Phổ đã lập 20 huyện trong tỉnh Schleswig-Holstein, trong đó có các huyện Rendsburg và Eckernförde. Huyện như ngày nay được lập vào năm1970 thông qua việc sáp nhập các huyện cũ.
Rendsburg đã thuộc Đan Mạch cho đến cuộc chiến tranh Phổ-Đan Mạch. Phổ đã thắng và Rendsburg trở thành lãnh thổ của Phổ. Vài năm sau, Phổ trởthành lãnh thổ của Đức.

## Địa lý
Huyện tọa lạc bên bờ biển Baltic, gần giữa các thành phố Schleswig và Kiel. Một phần lớn của Kiel Canal chảy qua Rendsburg-Eckernförde. Đây là huyện lớn nhất Đức.

## Các thị xã và đô thị
| Các đô thị và thị xã độc lập                                                         |
| ------------------------------------------------------------------------------------ |
| 1. Büdelsdorf 2. Eckernförde 3. Rendsburg 4. Altenholz 5. Hohenwestedt 6. Kronshagen |

| Ämter | Ämter | Ämter |
| --- | --- | --- |
| - 1. Achterwehr 1. Achterwehr1 2. Bredenbek 3. Felde 4. Krummwisch 5. Melsdorf 6. Ottendorf 7. Quarnbek 8. Westensee - 2. Aukrug 1. Arpsdorf 2. Aukrug1 3. Ehndorf 4. Padenstedt 5. Wasbek - 3. Bordesholm 1. Bissee 2. Bordesholm1 3. Brügge 4. Grevenkrug 5. Groß Buchwald 6. Hoffeld 7. Loop 8. Mühbrook 9. Negenharrie 10. Reesdorf 11. Schmalstede 12. Schönbek 13. Sören 14. Wattenbek - 4. Dänischenhagen 1. Dänischenhagen1 2. Noer 3. Schwedeneck 4. Strande - 5. Dänischer Wohld 1. Felm 2. Gettorf1 3. Lindau 4. Neudorf-Bornstein 5. Neuwittenbek 6. Osdorf 7. Schinkel 8. Tüttendorf - 6. Eiderkanal 1. Bovenau 2. Haßmoor 3. Ostenfeld 4. Osterrönfeld1 5. Rade bei Rendsburg 6. Schacht-Audorf 7. Schülldorf - 7. Flintbek 1. Böhnhusen 2. Flintbek1 3. Schönhorst 4. Techelsdorf - 8. Fockbek 1. Alt Duvenstedt 2. Fockbek1 3. Nübbel 4. Rickert | - 9. Hanerau-Hademarschen 1. Beldorf 2. Bendorf 3. Bornholt 4. Gokels 5. Hanerau-Hademarschen1 6. Lütjenwestedt 7. Oldenbüttel 8. Seefeld 9. Steenfeld 10. Tackesdorf 11. Thaden - 10. Hohenwestedt-Land [seat: Hohenwestedt] 1. Beringstedt 2. Grauel 3. Heinkenborstel 4. Jahrsdorf 5. Meezen 6. Mörel 7. Nienborstel 8. Nindorf 9. Osterstedt 10. Rade bei Hohenwestedt 11. Remmels 12. Tappendorf 13. Todenbüttel 14. Wapelfeld - 11. Hohner Harde 1. Bargstall 2. Breiholz 3. Christiansholm 4. Elsdorf-Westermühlen 5. Friedrichsgraben 6. Friedrichsholm 7. Hamdorf 8. Hohn1 9. Königshügel 10. Lohe-Föhrden 11. Prinzenmoor 12. Sophienhamm - 12. Hüttener Berge 1. Ahlefeld-Bistensee 2. Ascheffel 3. Borgstedt 4. Brekendorf 5. Bünsdorf 6. Damendorf 7. Groß Wittensee1 8. Haby 9. Holtsee 10. Holzbunge 11. Hütten 12. Klein Wittensee 13. Neu Duvenstedt 14. Osterby 15. Owschlag 16. Sehestedt | - 13. Jevenstedt 1. Brinjahe 2. Embühren 3. Haale 4. Hamweddel 5. Hörsten 6. Jevenstedt1 7. Luhnstedt 8. Schülp bei Rendsburg 9. Stafstedt 10. Westerrönfeld - 14. Molfsee 1. Blumenthal 2. Mielkendorf 3. Molfsee1 4. Rodenbek 5. Rumohr 6. Schierensee - 15. Nortorfer Land 1. Bargstedt 2. Bokel 3. Borgdorf-Seedorf 4. Brammer 5. Dätgen 6. Eisendorf 7. Ellerdorf 8. Emkendorf 9. Gnutz 10. Groß Vollstedt 11. Krogaspe 12. Langwedel 13. Nortorf1, 2 14. Oldenhütten 15. Schülp bei Nortorf 16. Timmaspe 17. Warder - 16. Schlei-Ostsee [seat: Eckernförde] 1. Altenhof 2. Barkelsby 3. Brodersby 4. Damp 5. Dörphof 6. Fleckeby 7. Gammelby 8. Goosefeld 9. Güby 10. Holzdorf 11. Hummelfeld 12. Karby 13. Kosel 14. Loose 15. Rieseby 16. Thumby 17. Waabs 18. Windeby 19. Winnemark |
| 1thủ phủ của Amt;2thị xã | | |